# Graf Zeppelin (porta-aviões)
Graf Zeppelin foi um porta-aviões alemão que operaria durante a Segunda Guerra Mundial. Foi o primeiro e não concluído sonho da Kriegsmarine de ter esse tipo de navio em combate. O navio recebeu esse nome em homenagem ao conde Ferdinand von Zeppelin, pai dos enormes dirigíveis alemães. 
Em 1935, Adolf Hitler anunciou que a Alemanha iria construir porta-aviões para reforçar a Kriegsmarine. Essa decisão era para fazer frente a marinha britânica, que tinha vários porta-aviões em operação antes do início da guerra em setembro de 1939.
O navio não chegou a ser concluído e nunca foi usado como porta-aviões. Em 1945, por ordens do almirante Karl Döenitz, foi afundado na foz do rio Oder pela tripulação para não cair em mãos soviéticas. Mas ao final da guerra, o porta-aviões foi recuperado pelo Exército Vermelho e levado até o mar Báltico, onde foi novamente afundado em um experimento para testar técnicas de ataque aéreo contra os porta-aviões americanos e ingleses.

## História

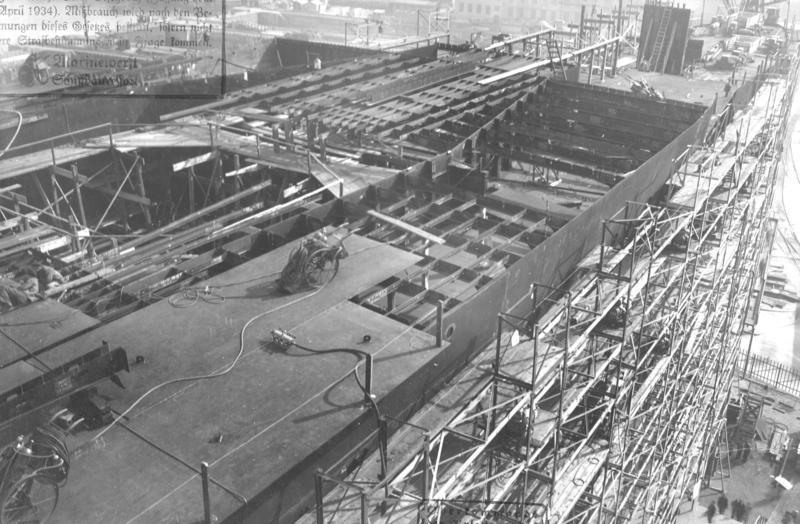
Em construção em Kiel (1938).

Ao contrário de outras marinhas do mundo, a Alemanha não possuía aviação naval própria. Todas as aeronaves em terra, e em navios estavam sob comando da Luftwaffe de Hermann Goering. Por isso a marinha e força aérea alemã, discordavam em vários assuntos ligados ao uso de aviões em combate na área naval. Sendo esse o principal motivo de nunca o porta-aviões Graf Zeppelin ter entrado em operação. 
Ainda em 1935, uma missão naval alemã visitou o Japão, para obter informações técnicas sobre porta-aviões, acompanhando a reconstrução do porta-aviões Akagi. Em 1936, a construção de dois porta-aviões se deu início na Alemanha. O principal idealizador do projeto de integrar porta-aviões à marinha alemã era o Almirante Erich Raeder, empolgado, ele apresentou um ambicioso programa de construção naval, o chamado Plano Z, prevendo a construção de quatro Flugzeugträger (porta-aviões) até 1945, número reduzido em 1939 para dois.
No dia 8 de dezembro de 1938, o chamado simplesmente de "Flugzeugträger A", recebeu seu nome Graf Zeppelin, sendo batizado pela filha do conde Zeppelin, condessa Hella von Brandenstein-Zeppelin. O segundo porta-aviões, não concluído e desmantelado em 1940, ficou conhecido apenas como "Flugzeugträger B".

## Período de guerra

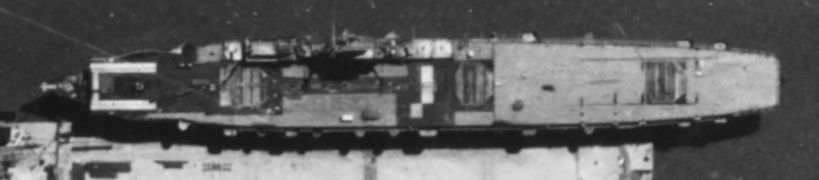
Imagem aérea do Graf Zeppelin.

No início da guerra o Graf Zeppelin estava cerca de 85% completo, com a maior parte de suas máquinas instaladas. O ritmo de sua construção seguiria ao sabor das mudanças no pensamento naval alemão, temperado pela luta Raeder x Goering x Doenitz e pelos eventos da guerra. A escassez de materiais e mão-de-obra (somadas à "boa vontade" de Goering, senhor de boa parte da indústria alemã) levou à paralisação dos trabalhos no Graf em abril/maio de 1940. O esforço de construção naval se concentrou na frota de submarinos do Almirante Karl Doenitz e as armas do Graf Zeppelin, já instaladas foram removidas e colocadas na Noruega para defesa costeira.
A ala submarinista da marinha alemã decretou que um único porta-aviões operando em águas hostis dentro do alcance da aviação inimiga baseada em terra seria impraticável.
Devido aos sucessos da marinha aliada, Raeder insistiu em que o porta-aviões era necessário para proteger os incursores alemães de superfície em seus ataques contra os comboios aliados. Entre maio e dezembro de 1942 os trabalhos no navio recomeçaram, mas por essa época se constatou que os Messerschmitts e Stukas designados para o navio já estavam completamente obsoletos.
Em 1943, Hitler estava desencantado com a Kriegsmarine. Raeder pediu e obteve seu afastamento definitivo e Doenitz, o submarinista, assumiu o comando da Marinha alemã. Era o fim do sonho do porta-aviões alemão.
Então, o Graf Zeppelin, foi rebocado para Stettin, onde ficou de 1943 até o fim da guerra, sem nunca ter entrado em operação.

## O fim do Graf Zeppelin
Rebocado para Estetino em abril de 1943, onde permaneceu até o fim da guerra, o Graf Zeppelin foi afundado por sua própria tripulação em 25 de abril de 1945. Recuperado pelos soviéticos, foi rebocado para Swinemünde e renomeado PA.101 (Base flutuante 101) em 3 de fevereiro de 1947.
Havia um forte interesse então dos russos em desenvolverem uma aviação naval própria e o Graf Zeppelin foi muito estudado, havendo inclusive uma proposta de terminar sua construção.
Mas decidiu-se usa-lo como alvo, tanto para cumprir os acordos com os Aliados (um navio alemão incompleto ou danificado deveria ser afundado em águas profundas de acordo com a Comissão Tripartite Aliada) como para demonstrar aos soviéticos a resistência desse tipo de navio.
Em 16 de agosto de 1947 o Graf Zeppelin enfrentou seu primeiro e último "combate". 24 bombas foram montadas a bordo, incluindo duas de 1000 kg, duas de 500 kg, três de 250 kg e cinco de 100 kg, além de quatro granadas de artilharia de 180mm.
A explosão dessas cargas, com o intuito de simular danos de combate, destruiu o convés de voo, hangares e a chaminé, deixando porém a ilha intacta: o navio ainda teria condições de operar. Mais seis bombas foram lançadas por bombardeiros de mergulho e dois torpedos de 533mm foram disparados pelo torpedeiro OE-503 e pelo contratorpedeiro Slavniy. O último torpedo liquidou o navio: em 23 minutos após o impacto, o Graf Zeppelin afundava.

### O lugar do naufrágio
Analistas da Marinha polonesa em julho de 2006, identificaram um navio achado no fundo do mar Báltico como o Graf Zeppelin, o único porta-aviões da Alemanha de Adolf Hitler, que naufragou em 1947. Segundo a Marinha polonesa, não resta a menor dúvida de que o casco encontrado ao norte do porto de Wladyslawowo pertenceu ao porta-aviões alemão.
As pesquisas para analisar a descoberta foram realizadas pelo navio polonês ORP Arctowski depois que o porta-aviões foi detectado pelos trabalhadores de uma empresa que procura jazidas de gás no mar Báltico.
O Graf Zeppelin, uma embarcação gigante de quase 260 metros de comprimento, jaz a uma profundidade de 90 metros, mas não constitui um perigo para a navegação, porque seu ponto mais elevado está a 60 metros abaixo do nível da água.

## Imagens

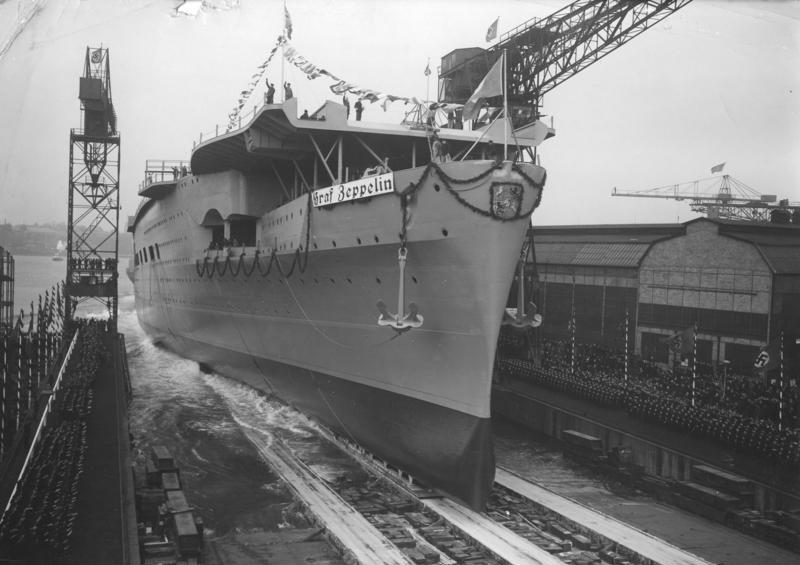
Lançamento do Graf Zeppelin (08/12/1938).
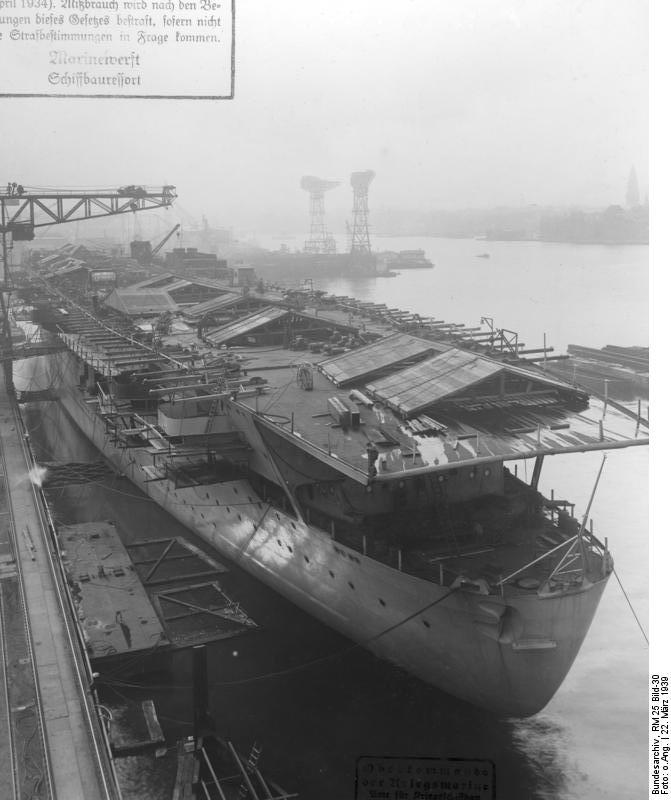
Ainda inacabado em 22 de março de 1939.
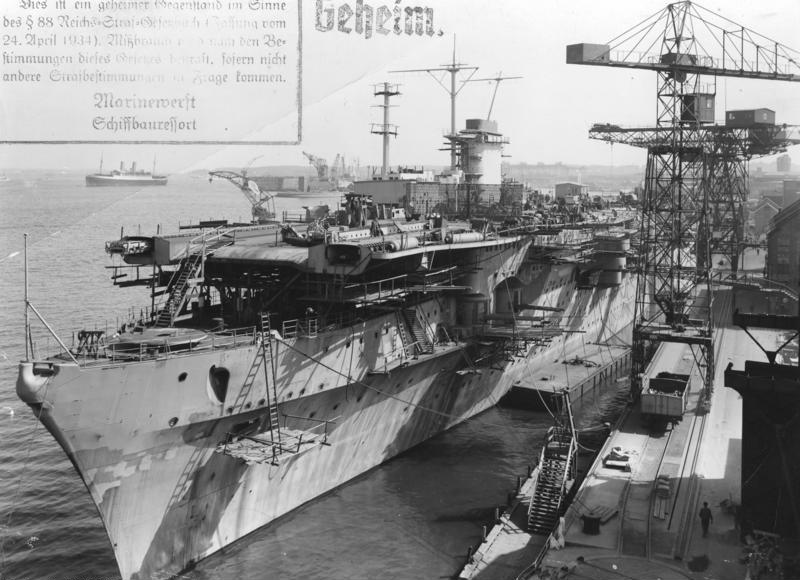
21 de junho de 1940.
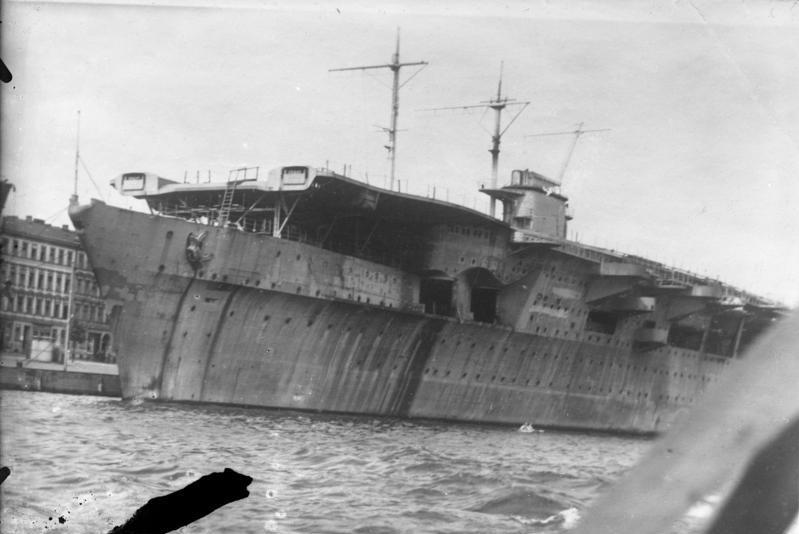
Em Stettin (1941).